# Solonešnoe
Solonešnoe (in russo Солонешное?) è un villaggio del settore meridionale della Siberia Occidentale situato nel Territorio dell'Altaj,  in Russia. È il centro amministrativo del distretto Solonešenskij. 
La località si trova 320 km a sud della capitale Barnaul sul fiume Anuj.